# La famiglia Gibbon
La famiglia Gibbon (This Happy Breed), è un film del 1944 diretto da David Lean. Nel 1947 l'attrice Celia Johnson vinse il National Board of Review of Motion Pictures come miglior attrice.

## Trama
La famiglia Gibbon alla fine della prima guerra mondiale si trasferisce in un sobborgo, passerà gli anni fino allo scoppio della seconda guerra mondiale cercando di continuare a vivere fra miseria e felicità.